# Athetis mus
Athetis mus är en fjärilsart som beskrevs av George Francis Hampson 1891. Athetis mus ingår i släktet Athetis och familjen nattflyn. Inga underarter finns listade i Catalogue of Life.